# Premake
premake (МФА: [priːmeɪk]) — это утилита с открытым кодом для автоматизации сборки программ из исходного кода использующая в своей основе сценарный язык Lua. Premake не занимается непосредственно сборкой, a лишь генерирует make файлы управления сборкой из файлов «premake5.lua».

## Возможности
Некоторые из возможностей:
- поддерживает сборку проектов на языках Си, C++ и C#;
- имеет упрощённый синтаксис;
- может генерировать файлы автоматизации сборки для Microsoft Visual Studio, Xcode 3 и 4, GNU Make, Code::Blocks, CodeLite, SharpDevelop и MonoDevelop;
- позволяет использовать одну конфигурацию набора файлов при сборке в различных системах.

## Пример конфигурации проекта
Для примера создадим традиционную тестовую программу «Здравствуй, мир!» на языке Си:
```
// Файл: hello.c

#include
 
<stdio.h>

int
 
main
()

{

    
puts
(
"Здравствуй, мир!"
);

    
return
 
0
;

}

```

Для самой сборки понадобится создать premake скрипт созданный рядом с исходным кодом на языке Lua:
```
-- Файл: premake5.lua

workspace
 
"HelloWorld"

   
configurations
 
{
 
"Debug"
,
 
"Release"
 
}

project
 
"HelloWorld"

   
kind
 
"ConsoleApp"

   
language
 
"C"

   
targetdir
 
"bin/%{cfg.buildcfg}"

   
files
 
{
 
"**.h"
,
 
"**.c"
 
}

   
filter
 
"configurations:Debug"

      
defines
 
{
 
"DEBUG"
 
}

      
symbols
 
"On"

   
filter
 
"configurations:Release"

      
defines
 
{
 
"NDEBUG"
 
}

      
optimize
 
"On"

```

Если ваша операционная система Microsoft Windows, то для сборки достаточно сгенерировать файлы проекта для вашей ИСР, в качестве наиболее распространённого примера, используем команду для Visual Studio (2022):
```
$ 
premake5
 
vs2022
 
# генерация файлов .sln и прочих для Visual Studio 2022

Building configurations...

Running action 'vs2022'...

Generating MyWorkspace.sln...

Generating MyProject.vcxproj...

Generating MyProject.vcxproj.user...

Done.

```

Если же вы пользуетесь иной операционной системой на подобии UNIX, то можно сгенерировать обыкновенные make файлы и собрать проект с помощью самого make:
```
$ 
premake5
 
gmake
      
# генерация make файлов сборки

$ 
make
                
# сборка конфигурации по умолчанию (Debug/Отладка)

$ 
make
 
config
=
release
 
# сборка в режиме конфигурации Release/Выпуск

$ 
make
 
help
           
# показ доступных конфигураций проекта

```

## Программное обеспечение, использующее Premake

### Организации
- Blizzard Entertainment[6]
- Mono
- Kalydo[англ.]

### Проекты с открытым исходным кодом
- 0 A.D.[6]
- Box2D
- Bullet Physics Library [7]
- GpuCV [8]
- Open Dynamics Engine [9]
- OpenJAUS[англ.] [10]
- VDrift[англ.]